# Батіст-Медов 2
Батіст-Медов 2 (англ. Baptiste Meadow 2) — індіанська резервація в Канаді, у провінції Британська Колумбія, у межах регіонального округу Карібу.

## Населення
За даними перепису 2016 року, індіанська резервація нараховувала 5 осіб. Середня густина населення становила 2,4 осіб/км².

## Клімат
Середня річна температура становить 3,9°C, середня максимальна – 19,4°C, а середня мінімальна – -15,7°C. Середня річна кількість опадів – 365 мм.
| Клімат поселення                              | Клімат поселення | Клімат поселення | Клімат поселення | Клімат поселення | Клімат поселення | Клімат поселення | Клімат поселення | Клімат поселення | Клімат поселення | Клімат поселення | Клімат поселення | Клімат поселення | Клімат поселення |
| Показник                                      | Січ.             | Лют.             | Бер.             | Квіт.            | Трав.            | Черв.            | Лип.             | Серп.            | Вер.             | Жовт.            | Лист.            | Груд.            |                  |
| Середній максимум, °C                         | −2,04            | 1,83             | 6,21             | 11,33            | 15,81            | 19,32            | 19,36            | 19,15            | 14,55            | 8,97             | 1,90             | −2,94            |                  |
| Середня температура, °C                       | −8,88            | −5,02            | −0,63            | 4,48             | 8,95             | 12,46            | 15,14            | 14,93            | 10,32            | 4,74             | −2,33            | −7,16            |                  |
| Середній мінімум, °C                          | −15,74           | −11,87           | −7,5             | −2,38            | 2,09             | 5,61             | 10,92            | 10,71            | 6,09             | 0,51             | −6,56            | −11,39           |                  |
| Норма опадів, мм                              | 27               | 15               | 14               | 17               | 34               | 54               | 47               | 45               | 33               | 24               | 25               | 30               |                  |
| Середньомісячна швидкість вітру, м/с          | 2.01             | 2.13             | 2.41             | 2.60             | 2.49             | 2.30             | 2.15             | 1.95             | 1.96             | 2.28             | 2.31             | 2.12             |                  |
| Середньомісячна сонячна радіація, кДж/м²·день | 2985             | 5926             | 10720            | 15476            | 18898            | 20499            | 20971            | 17785            | 12277            | 6755             | 3310             | 2295             |                  |
| --------------------------------------------- | ---------------- | ---------------- | ---------------- | ---------------- | ---------------- | ---------------- | ---------------- | ---------------- | ---------------- | ---------------- | ---------------- | ---------------- | ---------------- |
| Джерело:                                      |                  |                  |                  |                  |                  |                  |                  |                  |                  |                  |                  |                  |                  |